# Parsonsia confusa
Parsonsia confusa är en oleanderväxtart som beskrevs av Elmer Drew Merrill. Parsonsia confusa ingår i släktet Parsonsia och familjen oleanderväxter. Inga underarter finns listade i Catalogue of Life.